# Surinaamse Voetbal Bond
De Surinaamse Voetbal Bond (SVB) is de nationale voetbalbond van Suriname. Het hoofdkwartier is gevestigd in Paramaribo en de voorzitter is John Krishnadath.
De SVB werd opgericht op 1 oktober 1920 en is sinds 1929 aangesloten bij de FIFA. Net als de voetbalbonden van de buurlanden Frans-Guyana en Guyana is de SVB niet aangesloten bij de Zuid-Amerikaanse continentale federatie CONMEBOL, maar bij de Noord- en Centraal-Amerikaanse CONCACAF.
De SVB is gevestigd aan de Letitia Vriesdelaan, met links het André Kamperveenstadion, rechts de fanshop en er tegenover het Owru Cul Sport Complex.
De hoogste divisie die door de SVB wordt georganiseerd is de landelijke Hoofdklasse, de competitie die ook de landskampioen voortbrengt. De Eerste klasse is de tweede competitie die landelijk wordt georganiseerd. Daarnaast valt het Lidbondentoernooi onder de hoede van de SVB. Tevens organiseert de bond het toernooi om de Beker van Suriname en de President's Cup, de Surinaamse supercup. De SVB is ook verantwoordelijk voor de diverse nationale elftallen, zoals het Surinaams elftal, het Surinaams olympisch elftal en het Surinaams vrouwenelftal.

## Geschiedenis
Aan het begin van de 20e eeuw werd de NGVB (Nederlandsch Guyana Voetbal Bond) opgericht. Later werd op 1 oktober 1920 de rivaliserende Surinaamse Voetbal Bond opgericht. Voordat de SVB werd opgericht, was er al een andere bond met dezelfde naam geweest. Deze werd in 1914 opgericht. Er was lange tijd animositeit tussen beide bonden totdat Emile de la Fuente, voorzitter van de SVB, in 1953 bij de opening van het Suriname Stadion een verzoening teweegbracht tussen de beide bonden.
Met de oprichting van de huidige SVB kwam er een vaart in de ontwikkeling van het voetbal in Suriname. Er werd in georganiseerd verband gevoetbald, volgens de regels van de Nederlandse Voetbal Bond. Enkele spelregels van die tijd waren:
- Een wedstrijd duurde 2x25 minuten met 5 minuten rust.
- Er was een speciale commissie die scheidsrechters aanwees.
- Als de wedstrijd gelijk eindigde, werd er 10 minuten langer gespeeld. Was het nog steeds gelijk, besliste het lot.

### Historische data en feiten
- Op 28 januari 1921 vond de eerste (officieuze) interlandwedstrijd plaats tussen Suriname en Brits Guyana. Suriname verloor met 1-2.
- Op 5 augustus 1923 werden de eerste wedstrijden gespeeld aan de Cultuurtuinlaan.
- Op 27 augustus 1923 speelde Suriname wederom tegen Brits Guyana en won met 2-1.
- In 1924 ging de eerste competitie om het landskampioenschap van start. Olympia was de eerste landskampioen, en Transvaal was de eerste kampioen van de toenmalige tweede klasse.
- Op 18 mei 1929 werd Suriname officieel toegelaten als lid van de FIFA. Op 7 juni 1929 werd deze erkenning gevierd in Suriname.
- In 1934 werd de eerste officiële interland gespeeld in en tegen het Curaçao, de wedstrijd werd met 3-1 gewonnen.
- In 1936 reisde een Surinaamse selectie voor het eerst af naar Brazilië.
- De eerste voetbalclub die naar het buitenland ging was SV Voorwaarts en wel naar St.Laurent. Voorwaarts won de wedstrijd met 8-0.
- Bill Bromet was de eerste Surinaamse scheidsrechter die een internationale wedstrijd floot.
- Bij het 50-jarig jubileum ontving de SVB van koningin Juliana het recht het predicaat Koninklijk te voeren.[1]

## Aangesloten lokale bonden
Bij de SVB zijn een kleine twintig lidbonden aangesloten. Enkele voorbeelden zijn:
- Nickerie Voetbal Bond
- Coronie Sportbond
- Sport Bond Commewijne
- Saramacca Sport Bond